# سائوزوو
سائوزوو (انگلیسی: Sauzovo) یک شهرک در شهرستان کراسنوکامسکی استان باشقیرستان کشور روسیه است.